# 蒂耶 (瓦兹省)
蒂耶（法語：Tillé，法語發音：[tije]）是法国瓦兹省的一个市镇，位于该省西部，省会博韦市区以北，属于博韦区。

## 地理
蒂耶（49°27'48"N, 2°6'42"E）面积14.8 平方千米，位于法国上法蘭西大區瓦兹省，博韦市区北部大约4公里。
与蒂耶接壤的市镇（或旧市镇、城区）包括：特鲁瓦斯勒、韦尔德雷勒-莱索克斯、吉涅库尔、邦利耶、尼维莱尔、泰尔多讷、博韦。
蒂耶的时区为UTC+01:00、UTC+02:00（夏令时）。

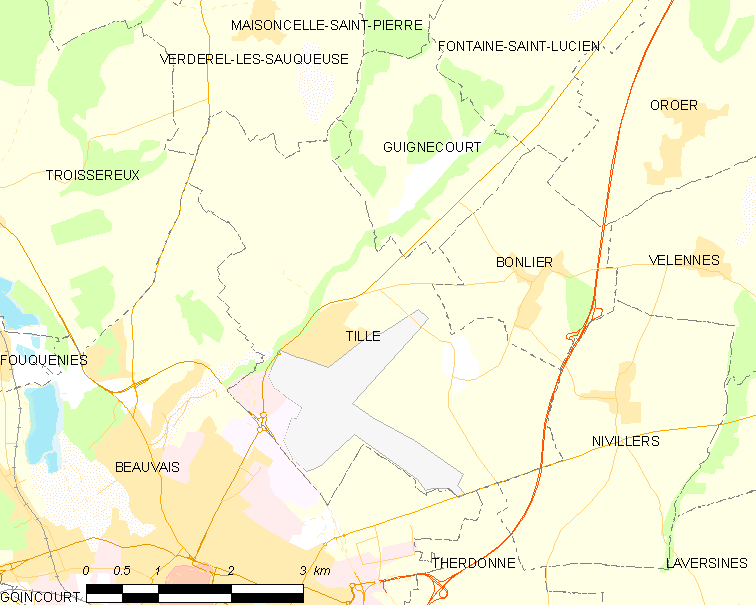
蒂耶的OSM定位图

## 行政
蒂耶的邮政编码为60000，INSEE市镇编码为60639。

## 政治
蒂耶所属的省级选区为穆伊县。

## 交通
博韦市区公交6路可连接蒂耶和博韦市区。
博韋-蒂耶機場在蒂耶境内。

## 人口

1962-2008年间蒂耶人口变化图示

蒂耶于2022年1月1日时的人口数量为1294人。